# Schwingungsebene
Die Schwingungsebene ist in der Schwingungslehre die Ebene einer Schwingung.
- In der Mathematik und Mechanik ist das die Ebene, in der ein Pendel schwingt. Die Bewegung des Pendels spannt die Ebene auf.
- In der Elektrodynamik ist die Schwingungsebene einer elektromagnetischen Welle die Ebene, in der die Welle schwingen kann, sie steht transversal zur Ausbreitungsrichtung.

Ganz allgemein ist die Schwingungsebene einer Transversalwelle die Ebene, die senkrecht auf der Ausbreitungsrichtung steht.
Polarisation einer Welle kann nur in der Schwingungsebene geschehen, weshalb nur Transversalwellen polarisierbar sind. Longitudinalwellen, etwa Schall, hingegen besitzen keine Schwingungsebene und sind daher nicht polarisierbar.